# Regimiento de Infantería 8 (Bolivia)
El Regimiento de Infantería 8 (RI-8) «Ayacucho» es una unidad del Ejército de Bolivia dependiente del Primera División del Ejército y con base en Achacachi, en el marco de la Región Militar N.º 1. Fue creado el 19 de junio de 1839. Es centro de reclutamiento.
Al inicio de la guerra del Chaco, en 1932, el Regimiento Ayacucho integraba la 4.ª División de Muñoz.
Para la década de 1970, el Regimiento Loa estaba asignado en la 9.ª División con base en Apolo.